# Бул шоулс (језеро)
Бул шоулс (енгл. Bull Shoals Lake) је вештачко језеро у Сједињеним Америчким Државама. Налази се на територији америчких савезних држава Арканзас и Мисури. Површина језера износи 184 km².